# Джонсон, Хьюлетт
Хью́летт Джо́нсон (англ. Hewlett Johnson; 1874—1966) — британский религиозный и общественный деятель, доктор теологии, христианский социалист и коммунист.

## Биография
Закончил Манчестерский университет (цикл естественных наук и техники) и Оксфорд (теологический факультет). Имея техническое образование, работал некоторое время инженером. С 1904 года — служитель англиканской церкви. С 1924 года являлся настоятелем собора в Манчестере. В 1929 году получил от лейбористского премьер-министра Рамсея Макдональда назначение деканом Кентербери. В 1931—1963 гг. — настоятель самого почитаемого в стране Кентерберийского собора (не путать с Архиепископом Кентерберийским).
Являясь одновременно христианином и марксистом, Хьюлетт Джонсон в молодости вступил в Лейбористскую партию, примыкая к её левому крылу. В своих проповедях в Манчестере в 1917 году приветствовал Октябрьскую революцию. Начиная с этого момента, Джонсон активно поддерживал Советскую Россию. Всё это время он находился под слежкой британской спецслужбы MI5. В 1934 и 1937 годах совершил поездки по СССР, посетив пять советских республик. Впечатления от визитов изложил в книге «Советская власть» (1941), предисловие к которой написал бразильский католический епископ Карлус Дуарте Коста, вскоре отколовшийся от официальной католической церкви.
За поддержку Советского Союза получил прозвище «Красный настоятель», или «Красный декан Кентербери» (The Red Dean of Canterbury). Сам Джонсон считал совмещение своих политических и религиозных убеждений естественным, так как у «капитализма отсутствуют моральные основы», а «истинному христианству», по его мнению, соответствовал бы мир, в котором главную роль играла бы не погоня за прибылью, а забота об общественной пользе. Подчёркивая, что «истинными христианами» были сам Иисус Христос и его ближайшие соратники, Джонсон говорил, что «истинный христианин не может быть врагом коммунизма, — напротив, между христианством и коммунизмом имеется много точек соприкосновения».
В 1949 году выступал в качестве защитника СССР и советского строя на процессе Кравченко в Париже.

## Международная деятельность

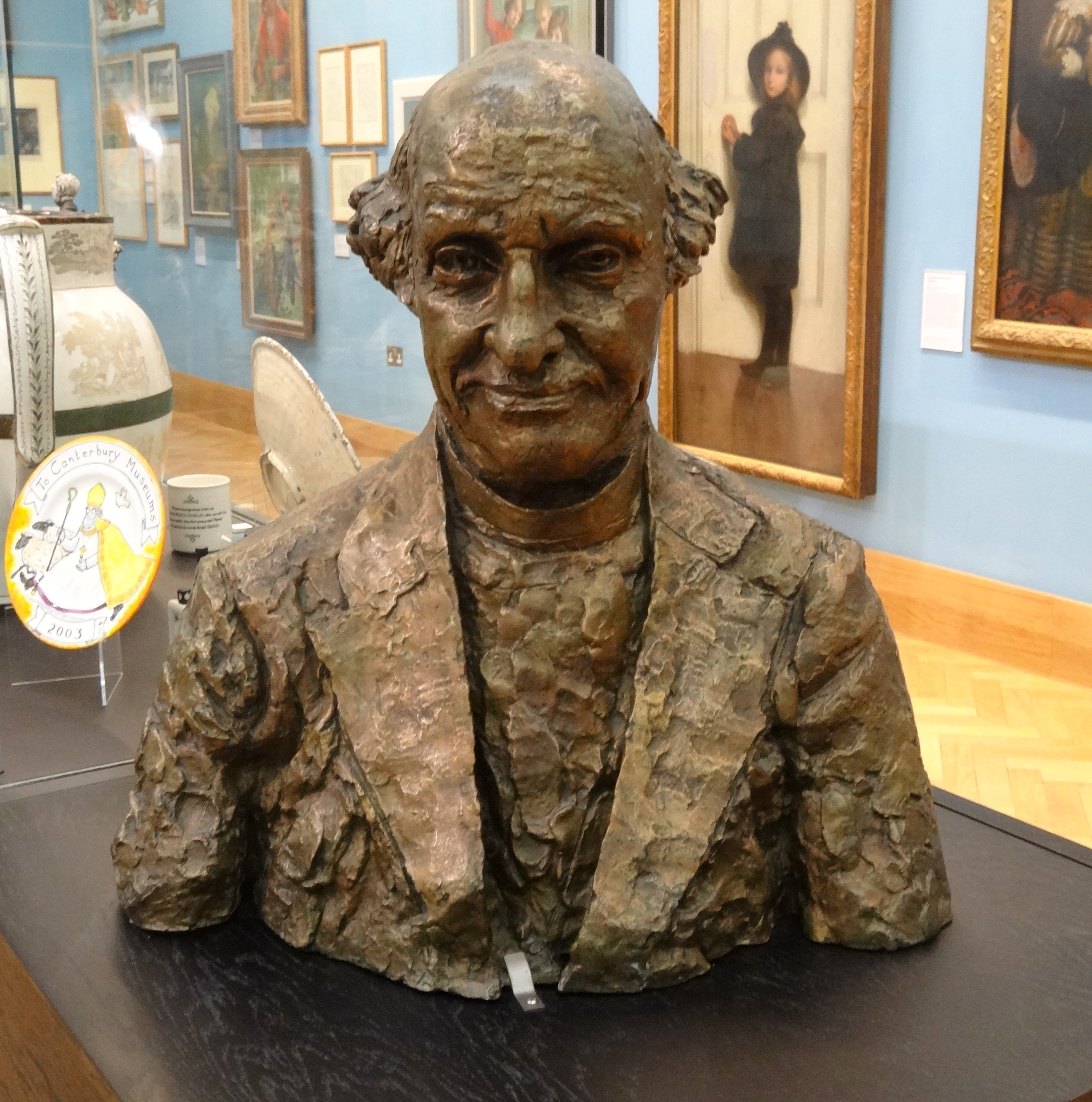
Бюст работы Джейкоба Эпстайна

В годы Второй мировой войны выступал за скорейшее открытие Второго фронта в Европе, один из инициаторов сбора средств в фонд помощи СССР. Считается, что Джонсон был в числе религиозных деятелей, убедивших И. В. Сталина в необходимости восстановления Московской патриархии, произошедшего в 1943 году. Принимал участие в оказании помощи пострадавшим от бомбардировок Кентербери нацистской авиацией в 1942 году.
С 1948 года — глава Общества британо-советской дружбы. Активный участник Движения сторонников мира, с 1950 года — член Всемирного Совета Мира. Посетил многие страны, в том числе дважды (в 1945 и 1948 годах) — США, где встречался с Гарри Трумэном, Генри Уоллесом, мэром Нью-Йорка Фиорелло Ла Гардией, Дином Ачесоном и Полем Робсоном. Однако в 1950 году, по пути возвращения из путешествия в Карачи, Калькутту и Австралию, американские власти отказались открывать ему визу.
В 1954 и 1956 годах вновь посещал Советский Союз, результатом чего стало издание книги «Христиане и коммунизм» на английском и русском языках. Несмотря на просоветские (и даже сталинистские) симпатии, отрицательно оценивал подавление советскими войсками восстания 1956 года в Венгрии. Участвовал в праздновании 50-летия независимости Кубы по личному приглашению Фиделя Кастро. В 1952, 1956 и в 1964, незадолго до смерти, посетил КНР, где тесно общался с Чжоу Эньлаем и Мао Цзэдуном.

## Награды и премии
- орден Трудового Красного Знамени (СССР, 13 июля 1945) — за выдающуюся организаторскую деятельность по сбору средств в Англии для оказания помощи населению Советского Союза в период Отечественной войны[4]
- Международная Сталинская премия «За укрепление мира между народами» за 1950 год (1951)

## Сочинения
- The Socialist Sixth of the World, 1939
- The Secrets of Soviet Strength, 1943
- Christians and Communism (London, 1956).
  - Христиане и коммунизм / Пер. с англ. В. В. Исакович. Ред. М. И. Хасхачих. — М. : Изд-во иностр. лит., 1957. — 155 с.
- China’s New Creative Age (London, Lawrence: 1953)
- Eastern Europe in the Socialist World (London, Lawrence and Wishart: 1955)
- Searching for Light: an Autobiography(London, V. Gollancz, 1939)
- Soviet Russia since the war (New York, Boni & Gaer, 1947)